# بارما

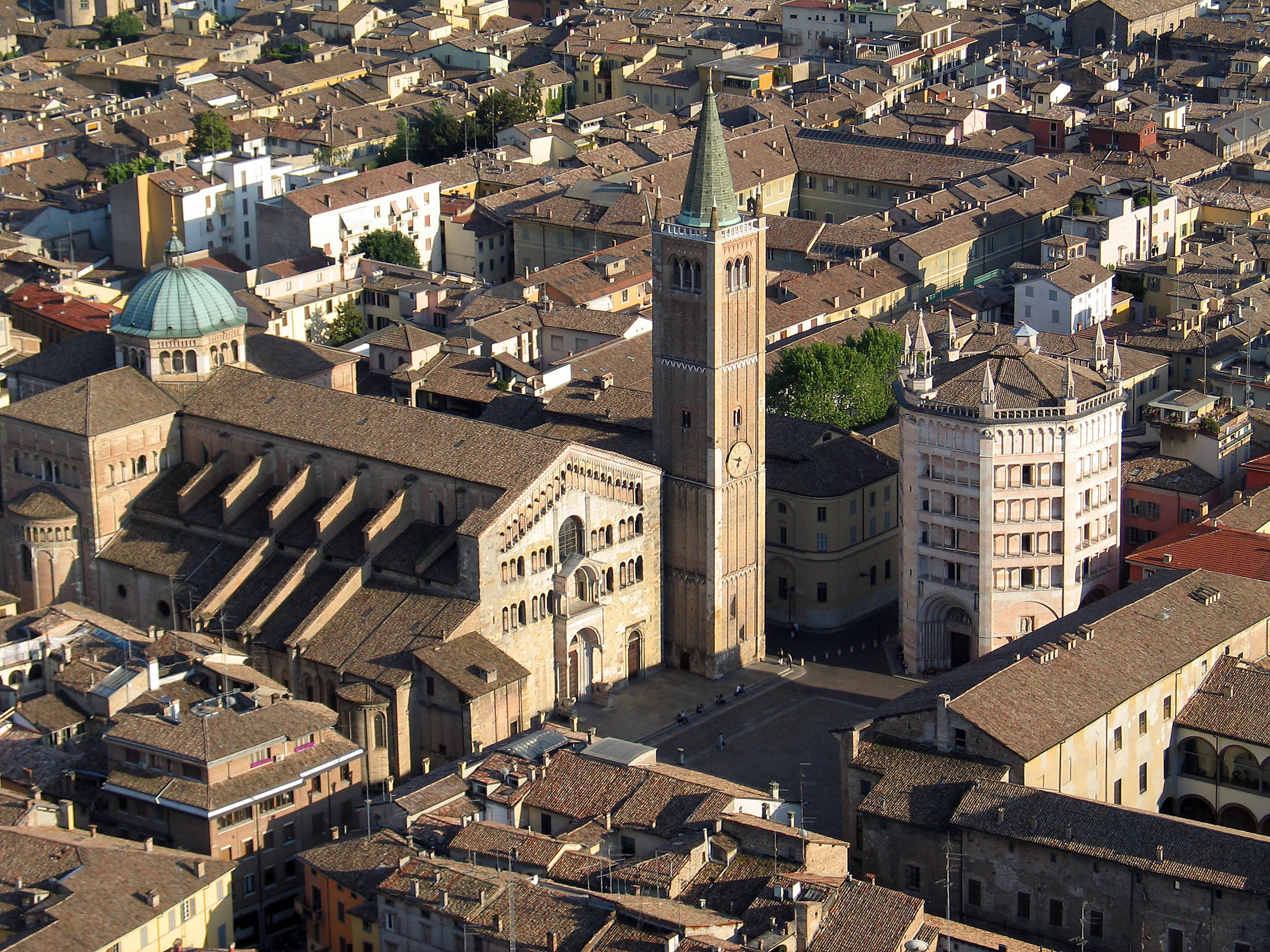
كاتدرائية بَرما

بَرمة أو بَرما أو بارمة أو (نقحرة: بارْما) (بالإيطالية: Parma)، مدينة شمال إيطاليا بإقليم إميليا رومانيا، عاصمة مقاطعة بَرما، عدد سكانها 178.718 نسمة. كانت عاصمة لدوقية بَرما وبياتشنسا (1545 - 1859)، تستضيف منذ سنة 2003 مقر الهيئة الأوروبية لسلامة الأغذية (EFSA)، ومنذ عام 1956 الوكالة الأقاليمية لنهر بو (AIPO).
تشتهر بعمارتها وجمال الريف من حولها، وهي مقر جامعة بَرما أحد أقدم جامعات إيطاليا. يقسِـم بَرما إلى قسمين نهرٌ صغير يحمل اسمها. الشاعر الإيطالي أتيليو بيرتولوتشي (ولد في قرية صغيرة في ريفها) قال عنها: «كعاصمة كان لا بد أن يكون لها نهر، وكعاصمة صغيرة استلمت نهرا صغيرا، وغالبا ما يكون جافا».

## السكان
في سنة 1861 بلغ عدد السكان 68٬284 نسمة، وتطور العدد ليصل في سنة 2011 لـ 175٬895 نسمة.
يظهر هذا المخطط البياني تطور النمو السكاني لـ بارما

## الجغرافيا

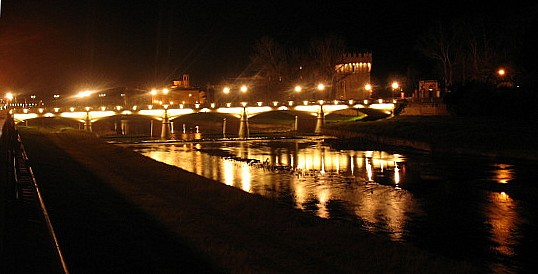
جسر فيردي على نهر بَرما ليلاً

تقع في إميليا، بين الأبينيني ووادي بو، ويقسم المدينة إلى قسمين نهر بَرما، وهو أحد روافد نهر بو، والذي قبيل دخوله قلب المدينة القديمة، يستقبل المياه من رافد باغانزا. مسار مياه نهر بَرما ذو نظام متغير، فهو شتاءً ممتلئ وجارف، بينما في الصيف مُقفِر وجاف. في بداية القرن التاسع عشر تم تحديد ضفاف النهر بجدران، مكوناً ما يُعرف بlungoparma.

### المناخ
عادةً قارّي: الصيف حار وخانق وتصل درجات الحرارة النهارية إلى ما بين 30-35°م (الرقم القياسي 40.2°م سجلت يوم 29 يوليو 1983) وهو ذات الحال عند السهل المنخفض. الشتاء قاسي بدرجات حرارة دنيا غالباً ما تنزل إلى ما تحت الصفر (الرقم القياسي -23.4°م سجلت في 10 يناير 1985 قرب الحرم الجامعي)، كثيراً ما تتساقط الثلوج فوق الأبينيني. عند السهول يسقط في المتوسط كل شتاء حوالي 30 سنتيمترا من الثلوج. وفي الخريف تكثر ظاهرة الضباب، خصوصا شمال طريق إميليا نحو نهر بو. شهر تشرين الأول أكتوبر هو أكثر الأشهر الممطرة بمتوسط 110.2 ملم، وشهر تموز يوليو هو أكثرها جفافاً بمتوسط 37.6 مم (أرقام 1971-2000)

## التاريخ
على الارجح أن المدينة أسست وسميت من قبل الأتروسكان، حيث أن parma تعني (الدرع الدائري) بالاتينية الذي كان يستعمله الأتروسكان، وكان المؤرخ الإغريقي ديودوروس سيكولوس ذكر ان الرومان قد استبدلوا دروعهم المستطيل بتلك الدائرية، وسواء سميت بهذا الاسم لأن معسكر الأتروسكان كان دائريا مثل درع، أو لأنه كان بمثابة درع واقي في صد غزوات الغال في الشمال، هي مسألة اختيار.
أسست المستعمرة الرومانية في 183 ق.م مع تلك مودينا، واستوطنتها 2000 أسرة، وكانت أهمية بَرما بوصفها محطة على محور طريق إميليا وطريق كلوديا، وكان بها ساحة عامة في ما يعرف اليوم بساحة غاريبالدي وسط المدينة.
دمرت المدينة في عام 44 ق.م، وأعاد بناءها أغسطس. ونالت لقب جوليا أثناء الامبراطورية الرومانية لولاءها إلى البيت الامبراطوري.
احتلت المدينة من قبل أتيلا الهوني، ولاحقا أعطاها الملك البربري أودواكر إلى أتباعه، وأثناء الحرب القوطية دمرها توتيلا ملك القوط الشرقيين.
ثم أصبحت جزءا من في إكسرخسية رافينا البيزنطية (غيروا اسمها إلى Chrysopolis أي «المدينة الذهبية» وربما يعود ذلك إلى وجود كنز الجيش). ومنذ عام 569 أصبحت جزء من مملكة اللومبارديين الإيطالية.
خلال العصور الوسطى، أصبحت بَرما محطة مهمة على طريق فرانسيجينا الرئيسي الرابط بين شمال أوروبا وروما: بنيت عدة قلاع ومستشفيات ونزل في القرون التالية لاستضافة أعداد المسافرين الحجاج المتزايدة.

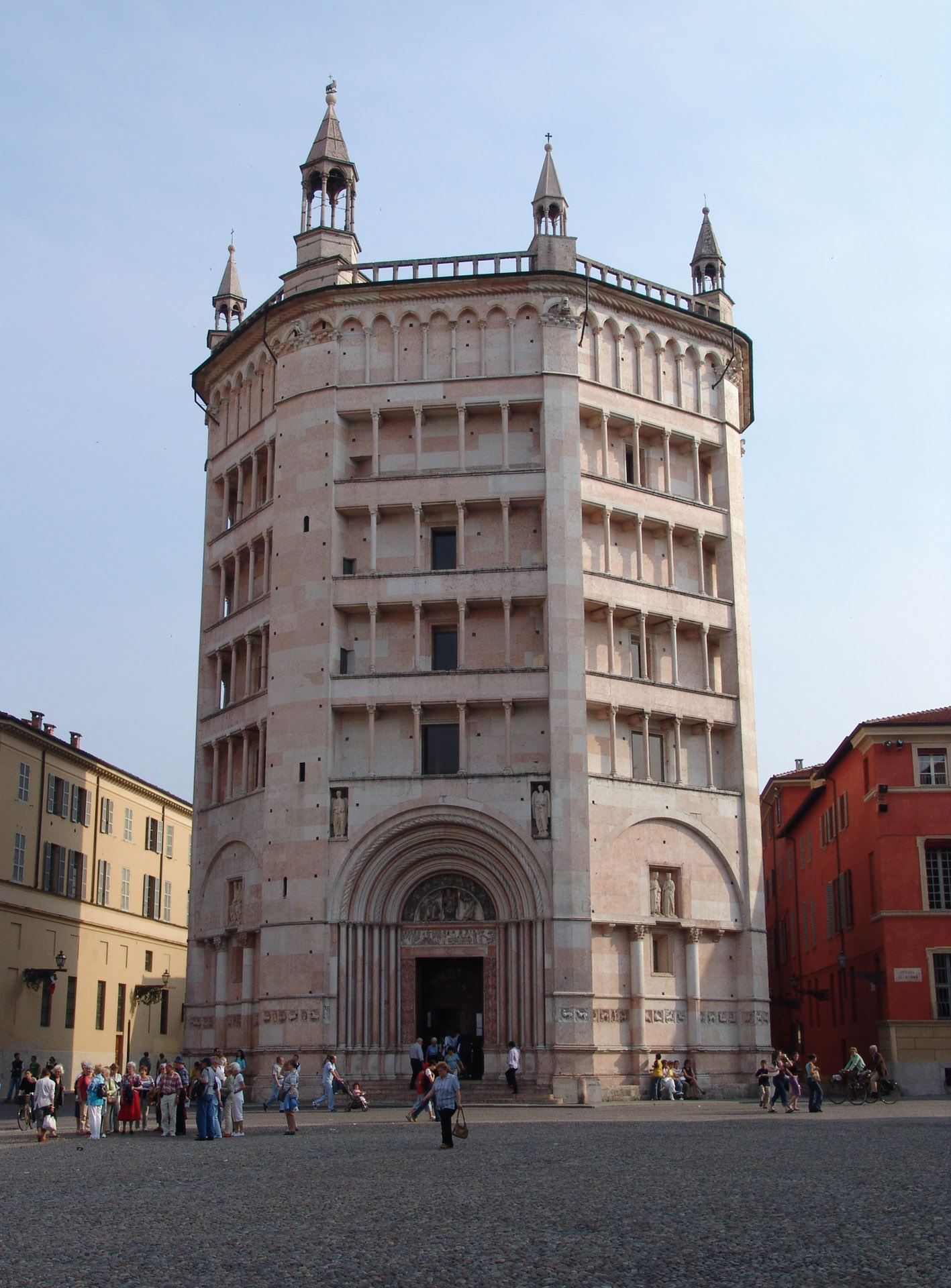
بيت معمودية بَرما

تحت حكم الفرنجة أصبحت بَرما عاصمة كونتية (774) على غرار معظم مدن شمال إيطاليا كانت اسميا جزءا من الإمبراطورية الرومانية المقدسة التي أسسها شارلمان، ولكن محليا كان أساقفتها يحكمونها وأولهم غويدوبوس. إبان الصراع بين البابوية الكاثوليكية والامبراطورية، غالبا ما كانت بَرما ضمن الحزب الامبراطوري. أصبح اثنان من أساقفتها بابوات مزيفين وهما: كادالو مؤسس الكاتدرائية المعروف بهونوريوس الثاني؛ وغويبيرت المعروف بكليمنت الثالث.
صارت بلدية مستقلة حوالي العام 1140. بعد صلح كونستانتس (1183) أصبح النزاع مع البلديات المجاورة ريدجو إميليا وبياتشنسا وكريمونا أشد ضراوة: بهدف السيطرة على خط التجاري الحيوي عبر نهر بو.
كان الصراع بين الغويلفيين والغيبلينيين سمة بَرما أيضا. بعد فترة طويلة من الوقوف إلى جانب الأباطرة، تمكنت الأسر البابوية من السيطرة على المدينة في عام 1248 : فحاصر الإمبراطور فريدريك الثاني المدينة إلا إنه انهزم في معركة بَرما التي أعقبت ذلك.

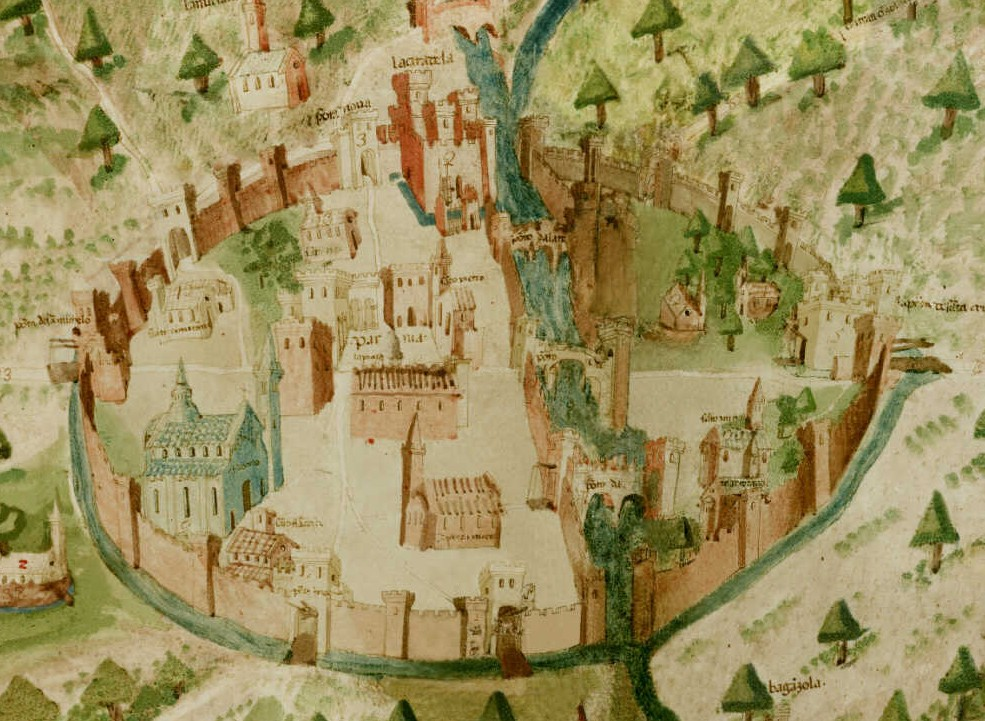
بَرما في القرن الخامس عشر

سقطت بَرما تحت سيطرة ميلانو في عام 1341. بعد فترة استقلال قصيرة تحت حكم عائلة تيرسي (1404-1409)، فرضت عائلة سفورزا حكمها بين عامي (1440-1449) من خلال أسر بالافيتشينو وروسي وسانفيتالي ودا كورريدجو المرتبطة بها. وأوجدت هذه العائلات نوعا من الإقطاع الجديد، وبَنَت الأبراج والقلاع في أنحاء المدينة وأرضيها.
تحولت هذه الإقطاعيات إلى دول مستقلة حقيقية: فحكم آل لاندي أعلى وادي تارو من 1257 حتى 1682. وامتدت سيادة عائلة بالافيتشينو عبر الجزء الشرقي من المقاطعة بَرما الحالية متخذين بوسيتو عاصمة لهم. كانت أراضي بَرما استثناء في شمال إيطاليا باستمرار التقسيم الإقطاعي حتى سنوات متأخرة. على سبيل المثال استمر آل سولينيانو المتفرعين عن أسرة بالافيتشينو حتى عام 1805، وآل سان سيكوندو المتفرعين عن أسرة روسي استمروا أيضا حتى القرن التاسع عشر.
بين القرن الرابع عشر والقرن الخامس عشر كانت بَرما في مركز الحروب الإيطالية. فدارت رحى معركة فورنوفو على أراضيها. احتفظ الفرنسيون بها بين عامي 1500-1521 مع فترة قصيرة من حكم البابوي بين عامي 1512-1515، بعد طرد الأجانب انتمت بَرما إلى الدولة البابوية حتى 1545.

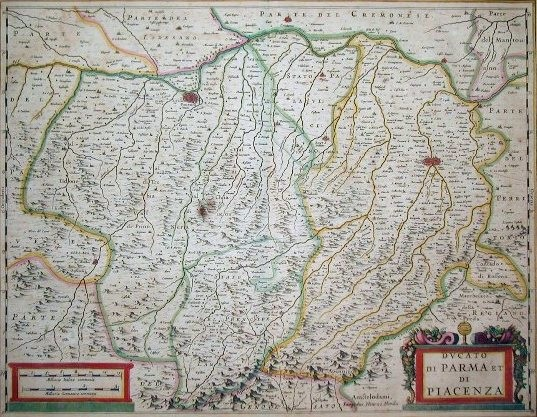
خريطة دوقية بَرما وبياشنسا

في تلك السنة فصل البابا بولس الثالث الفارنيزي بَرما وبياتشنسا عن الدولة البابوية ونَصّب ابنه غير الشرعي بيير لويجي فارنيزي دوقاً عليهما، والذي حكمت سلالته بَرما حتى عام 1731، عندما مات أنطونيو فارنيزي (1679-1731) آخر الذكور من خط فانيزي. وكان أوتافيو الثاني فارنيزي (1547-1586) قد وحد الدولة، كما قام بتجديد بناء المدينة ليجعل منها من عاصمة حقيقية لمملكته الصغيرة والغنية.
في عام 1594 صدر دستور، وزادت قيمة الجامعة وأُسست كلية النبلاء. حدت الحرب من سلطة البارونات واستمرت لعدة سنوات: أعدمت باربرا سانسيفيرينو عام 1612 في ساحة وسط بَرما رفقة ستة نبلاء آخرين بتهمة التآمر ضد الدوق. وأخيرا في نهاية القرن السابع عشر بعد هزيمة آل باللافيتشيني (1588) وآل لاندي (1682) استطاع دوق آل فانيزي إحكام قبضته على كامل الأراضي البارمية. حوّل فرديناندو بيبيينا قلعة سانسيفيرينو في بلدة كولورنو إلى قصر صيفي فاخر.
في عام 1731 أعطيت دوقية بَرما وبياتشنسا لعائلة بوربون ضمن إعادة لخلط الأوراق بين السلالات الأوروبية الحاكمة على الساحة الإيطالية. غير أنها عانت بعض الانحدار في ظل الحكام الجدد. وفي عام 1734 نقلت إلى نابولي كل مجموعات الفنية المعلقة بقصور الدوق في بَرما وسالا باغانزا وكولورنو.
كانت بَرما تحت النفوذ الفرنسي بعد معاهدة إكس لا شابل (1748). صارت بَرما دولة حديثة بفضل أعمال رئيس الوزراء غيلام دو تيلو. فأوجد فيها أسس الصناعة العصرية وحارب بقوة ضد امتيازات الكنيسة. عاشت المدينة فترة رائعة: تم تأسيس مكتبة بالاتيني والمتحف الأثري ومعرض اللوحات وتأسست الحديقة النباتية، إضافة إلى أعمال المطابع الملكية التي أدارها جامباتيستا بودوني.

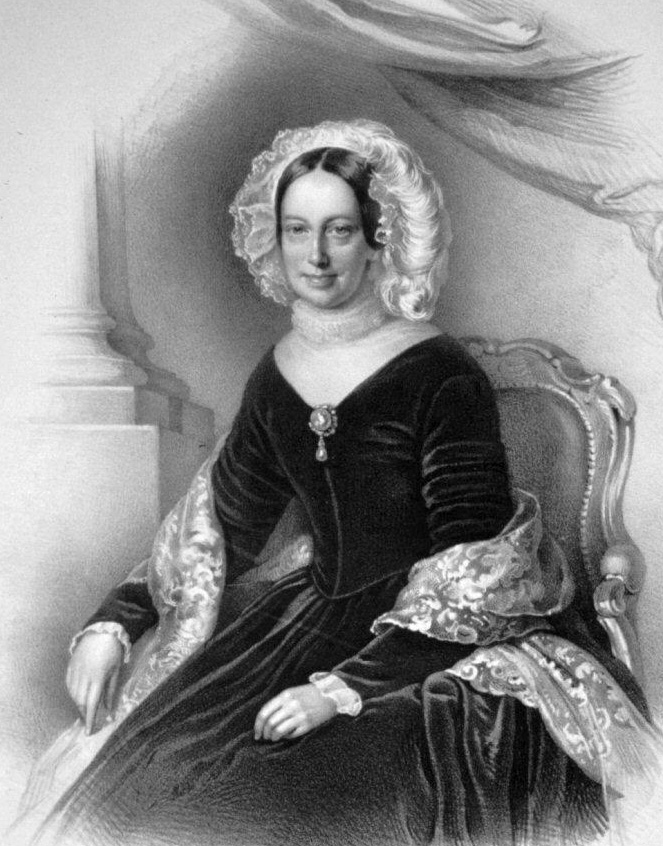
ماريا لويزا دوقة بَرما وبياشنسا

خلال الحروب النابليونية (1802-1814)، كانت بَرما جزءا من منطقة تارو. تحت اسمها الفرنسي بارم Parme جعلت دوقية للأمير شارل فرانسوا ليبرون في 24أبريل 1808 (و انتهت 1926).
بعد عودتها بواسطة مؤتمر فيينا 1814-15، لم تجد ثورة الإحياء الإيطالي أرضا خصبة في الدوقية الهادئة. في عام 1847 بعد وفاة الدوقة ماريا لويزا عادت مرة أخرى إلى آل بوربون، وقد طُعن آخرهم في المدينة تاركا إيها لأرملته ماريا لويزا. وفي الخامس عشر من سبتمبر من عام 1859 أُعلن خلع السلالة ودخول بَرما في مقاطعات إميليا تحت حكم كارلو فاريني. باستفتاء عام 1860 أصبحت الدوقية السابقة جزءا من مملكة إيطاليا الموحدة.
فقدان دور العاصمة سبب أزمة اقتصادية واجتماعية في بَرما. وبدأ ينتعش دورها الصناعي البارز بعد وصلها مع بياشنسا وبولونيا عام 1859، ومع فورنوفو وسوتسارا في عام 1883. النقابات في المدينة كانت قوية، والتي أعلنت إضرابا عاما شهيرا امتد من 1 مايو إلى 6 يونيو 1908.

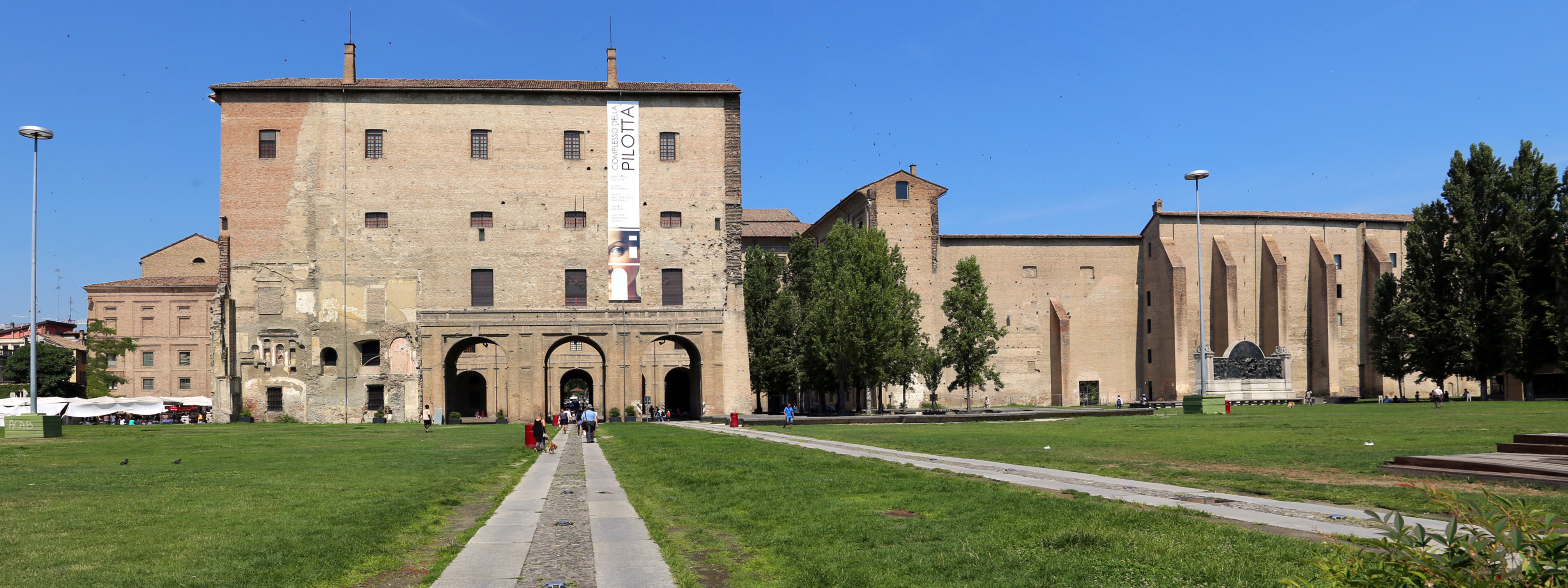
ساحة ديللا باشي مع قصر عائلة فارنيزي بيولوتا

 بلغ الصراع مع الفاشية ذروته في أغسطس 1922، عندما حاول إتالو بالبو أحد مسؤولي النظام دخول حي أولتريتوررينتي الشعبي. فنظم المواطنون حركة («مقدامي الشعب») Arditi del Popolo وردّوا أفراد الفرقة. وتعتبر هذه الحادثة أول مثال للمقاومة في إيطاليا.
أثناء الحرب العالمية الثانية، كانت بَرما مركز قوي للمقاومة الحزبية. كانت محطة القطارات والسكك الحديدية أهدافا لقصف الحلفاء الجوي في ربيع 1944. دُمّر الكثير من قصر ديللا بيلوتا - قرب محطة القطار - بسبب قنابل ضلت طريقها، ولكن بَرما لم تشهد تدميرا واسع النطاق خلال الحرب. وتحررت بَرما من الاحتلال الألماني (1943-1945) في الخامس والعشرين من نيسان أبريل عام 1945 من قبل المقاومة الحزبية وقوات برازيلية.